# 王法明
王法明（？—？），一作法朗，琅邪郡临沂县（今山东省临沂市）人，王羲之的玄孙，王翼之之子，王法兴的兄弟。
王法明的小妾路氏刚猛暴戾，多次残杀婢女，王法明把此事告诉王敬则，王敬则把路氏交付給山陰縣監獄，路氏在監獄中被殺，路氏的家人來告御狀，有关部门报告给齐武帝萧赜，山阴县令刘岱也被萧赜判弃市，後來王敬則承認是自己以符節先斬後奏，下令殺死路氏，刘岱才被赦免。